# Кагера (регион)
Кагера е един от 26-те региона на Танзания. Разположен е в северозападната част на страната, граничи с Уганда, Руанда и Бурунди и има излаз на езерото Виктория. Площта на региона е 28 388 км². Населението му е 2 458 023 жители (по преброяване от август 2012 г.). Столица на региона е град Букоба.
Тук, върху един голям и 9 малки острова в езерото Виктория е разположен националният парк Рубондо, един от 16-те национални парка в Танзания. Обхваща площ от 457 км2.

## Окръзи
Регион Кагера е разделен на 8 окръга: Букоба - градски, Букоба - селски, Мисени Мулеба, Карагуе, Нгара, Чато и Бихарамуло.